# Trasfigurazione (Raffaello)
La Trasfigurazione è un dipinto a tempera grassa su tavola (405x278 cm) di Raffaello, databile al 1518-1520 e conservato nella Pinacoteca vaticana. Ne esiste una riproduzione in mosaico all'interno della Basilica di San Pietro.
È una delle ultime opere dell'Urbinate, dipinta dall'artista prima di morire, completata nella parte inferiore da Giulio Romano.

## Storia
La tavola venne commissionata alla fine del 1516 dal cardinale Giulio de' Medici per la cattedrale di Narbona. Contemporaneamente ad essa, per la stessa chiesa, venne ordinata a Sebastiano del Piombo la tavola raffigurante la Resurrezione di Lazzaro.
Raffaello non completò l'opera, che venne posta sul suo letto di morte alla dipartita dell'artista. Vasari ricorda che "gli misero alla morte, nella sala dove lavorava, la tavola della Trasfigurazione che aveva finita per il cardinal de' Medici: la quale opera, nel vedere il corpo morto e quella viva, faceva scoppiare l'anima di dolore a ognuno che quivi guardava".
Mai giunta a Narbona, venne posta sull'altare maggiore della Chiesa di San Pietro in Montorio. La tavola fu confiscata e portata a Parigi da Napoleone il 27 e 28 luglio 1798 con il Trattato di Tolentino come oggetto delle spoliazioni napoleoniche. Fu sistemata nel posto d'onore nel Museo del Louvre dove divenne una delle fonti d'ispirazione del neoclassicismo in Francia. Con la Restaurazione, fu riportata in Vaticano nel 1815, sotto la cura di Antonio Canova.

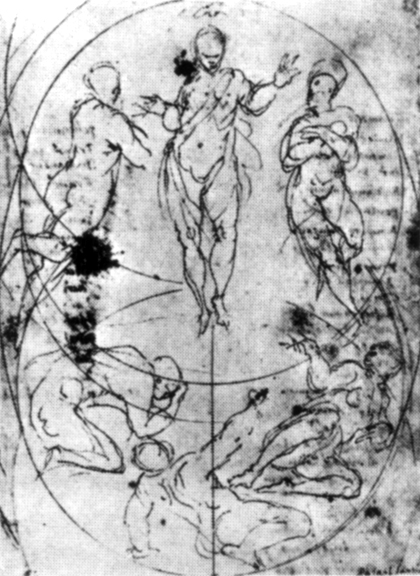
Schizzo per una composizione

## Descrizione e stile
La pala accosta per la prima volta due episodi trattati nel Vangelo secondo Matteo: in alto la Trasfigurazione di Gesù, su una collinetta, con gli apostoli (Pietro, Giovanni e Giacomo) prostrati per la sfolgorante manifestazione divina di Gesù, affiancato dalle manifestazioni sovrannaturali di Mosè ed Elia, profeti nelle cui parole si prevedeva l'accaduto; nella parte inferiore i restanti apostoli che si incontrano con il fanciullo ossesso, dagli occhi sbiechi e circondato dai parenti, che sarà miracolosamente guarito da Gesù al ritorno dal Monte Tabor. Tale innovazione iconografica è probabilmente da ascrivere alla volontà di aggiungere spunti drammatici per meglio competere con Sebastiano del Piombo e il suo tema, la Resurrezione di Lazzaro, già naturalmente dinamico.

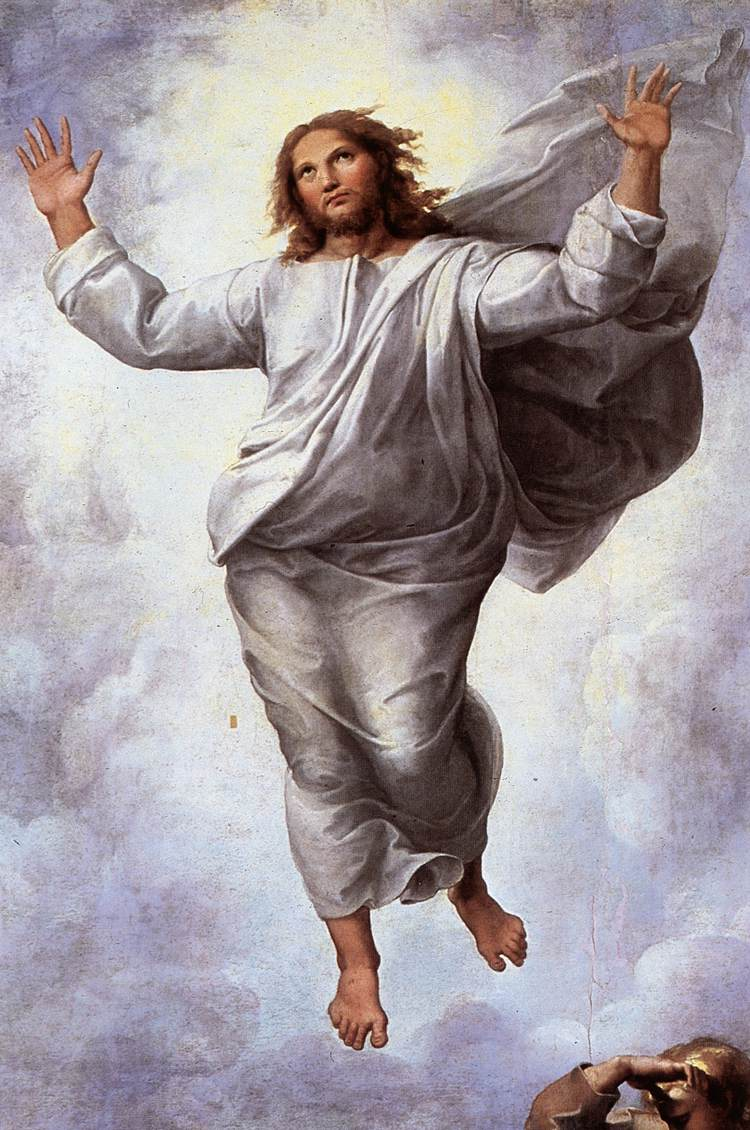
Dettaglio

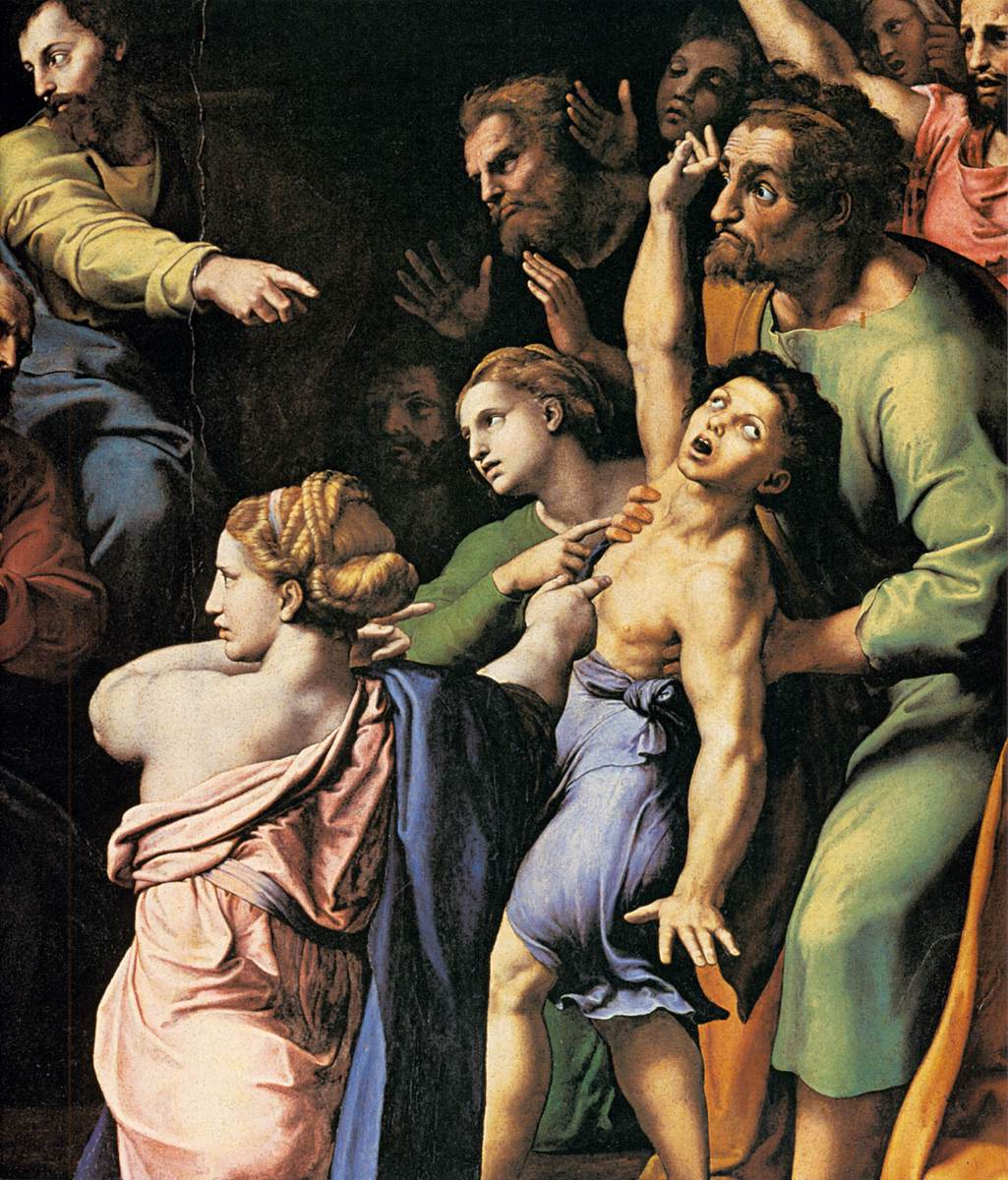
Dettaglio

In alto a sinistra si affacciano poi i santi Felicissimo e Agapito, la cui festa si celebrava il 6 agosto, giorno anche della solennità della Trasfigurazione: si tratta quindi di un inserto legato a un significato liturgico. Secondo altri si tratterebbe invece dei santi Giusto e Pastore, protettori di Narbona, e anch'essi festeggiati dalla Chiesa il 6 agosto. Interessante è il dolce paesaggio del tramonto che si vede sulla destra, una rara notazione che chiarisce l'ora del giorno.
Particolarmente spettacolare è l'uso della luce, proveniente da fonti diverse e con differenti graduazioni, nonché l'estremo dinamismo e la forza che scaturisce dalla contrapposizione tra le due scene. In definitiva si tratta di due composizioni circolari, una parallela al piano dell'osservatore, in alto, e una scorciata nell'emiciclo di personaggi in basso. Il gesto di Cristo che si libra in volo sollevando le braccia, estrema sintesi personale dell'energia michelangiolesca, era già stato sperimentata in figure minori di affreschi o in opere come la Visione di Ezechiele, anche se qui acquista una vitalità e un'eloquenza del tutto inedita, dando il via a reazioni a catena che animano tutta la pala. Come nel testo evangelico, "il suo volto risplendette come il sole, le sue vesti divennero bianche come la luce" (Mt, XVII, 1-9).
La nube che lo circonda sembra spirare un forte vento che agita le vesti dei profeti e schiaccia i tre apostoli sulla piattaforma montuosa, mentre in basso una luce cruda e incidente, alternata a ombre profonde, rivela un concitato protendersi di braccia e mani, col fulcro visivo spostato a destra, sulla figura dell'ossesso, bilanciato dai rimandi, altrettanto numerosi, verso la miracolosa apparizione superiore. Qui i volti sono fortemente caratterizzati e legati a moti di stupore, sull'esempio di Leonardo da Vinci e opere come l'Adorazione dei Magi.
La diversità tra le due metà, simmetrica e astrattamente divina quella superiore, convulsa e irregolare quella inferiore, non compromettono però l'armonia dell'insieme, facendone "un assoluto capolavoro di movimento e organizzazione delle masse, in cui figure singole e gruppi di eccellente fattura si combinano con grandi moltitudini in un mobile insieme di grande vitalità". Lo stesso Vasari ricordò l'opera come "la più celebrata, la più bella e la più divina" dell'artista. Sull'asse verticale si consuma infatti il raccordo verso la straordinaria epifania del Salvatore, che scioglie tutto il dramma della metà inferiore in una contemplazione incondizionatamente ammirata.